# Arkys curtulus
Arkys curtulus là một loài nhện trong họ Araneidae.
Loài này thuộc chi Arkys. Arkys curtulus được Eugène Simon miêu tả năm 1903.

## Hình ảnh

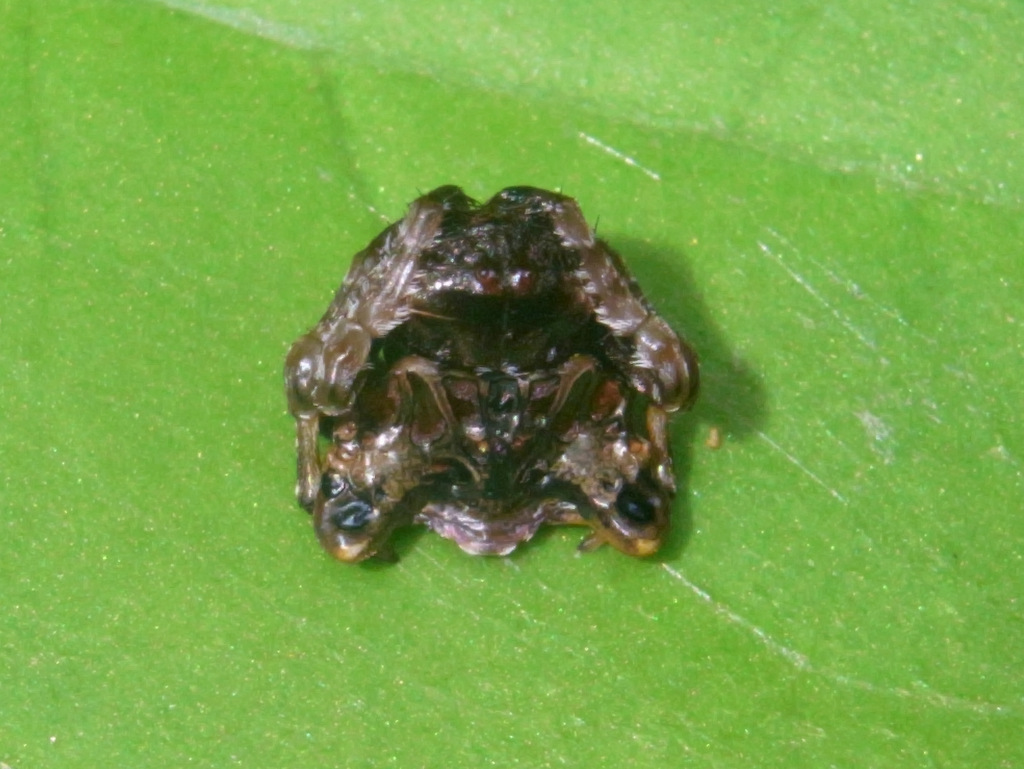